# BTicino Magic

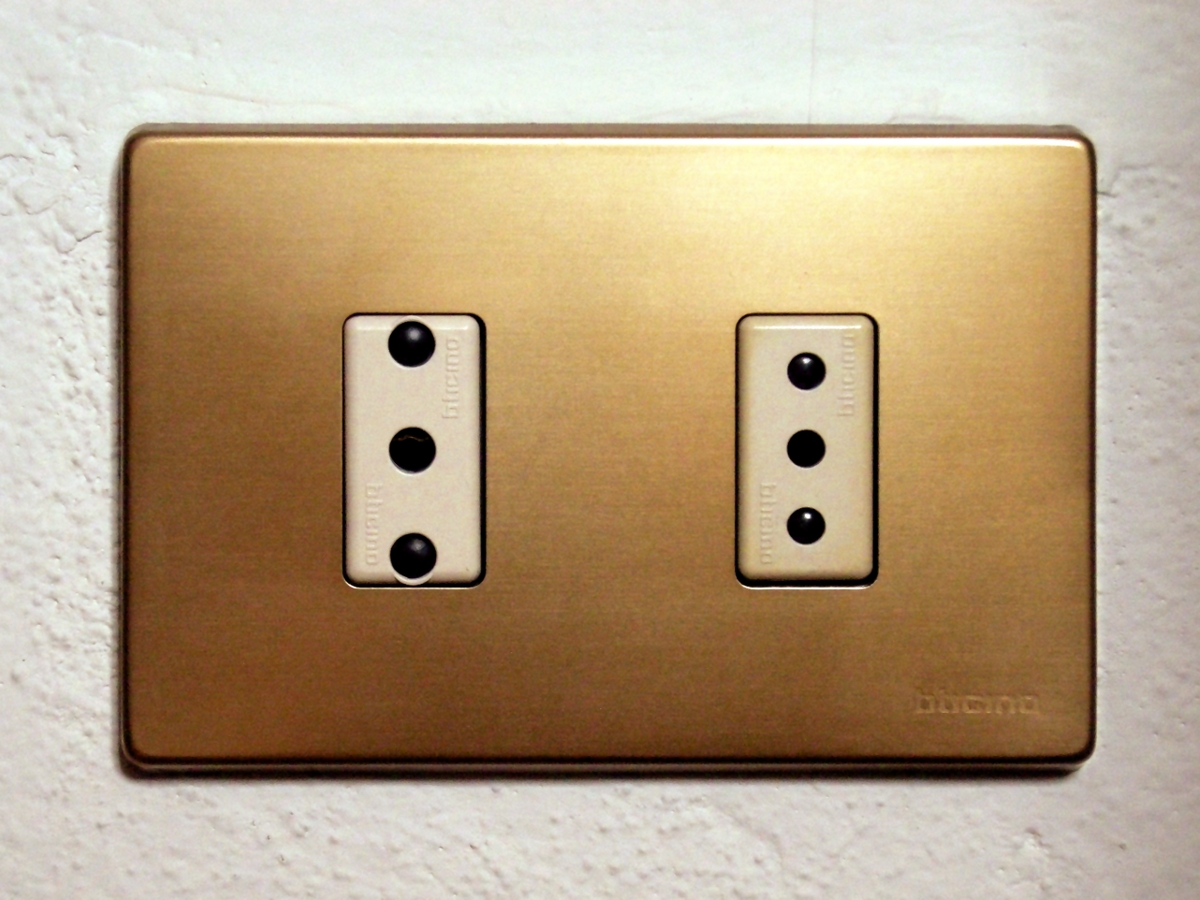
Presa 16A e presa 10A con protezione degli alveoli, coperte da placchetta ad aggancio con logo aggiornato.

La BTicino Magic System è una serie civile progettata e prodotta dall’azienda italiana BTicino a partire dal 1961.

## Storia
Nella seconda metà degli anni cinquanta, uno dei fratelli fondatori della Ticino interruttori elettrici, Luigi Bassani, durante un viaggio in America, osservò quelli che erano gli standard americani in fatto di impianti elettrici. Ritornato in patria, ispirato da ciò che vide nel nuovo continente, progettò, nel 1958, una nuova serie civile denominata Magic.
Dagli americani riprese il concetto di modularità e quello di scatola rettangolare, per creare una serie che potesse essere leader nel mercato italiano dell’epoca, grazie in particolare alla sua versatilità. In America, infatti, si usavano già da diversi anni le scatole rettangolari e, anche se la maggior parte dei produttori forniva prodotti monoblocco simili a quelli italiani, stavano nascendo le prime serie modulari.
In Italia, infatti, in questi anni, a dominare il mercato erano le serie civili monoblocco, come la Bticino Domino e la SuperDomino, da installare in apposite scatole tonde murate nelle pareti degli edifici dell’epoca. Le limitazioni di questi sistemi, però, iniziavano a farsi sentire. Gli impianti elettrici delle case e degli edifici italiani stavano diventando sempre più complicati, anche per colpa della diffusione via via maggiore degli elettrodomestici ad alto consumo di corrente, come asciugacapelli e ferri da stiro, che mettevano alla prova la sicurezza dei talvolta sottodimensionati e pericolosi impianti dei tempi. Avere quindi scatole a muro così piccole e serie civili poco versatili cominciò a diventare una limitazione.
La serie Magic fu all’inizio rivoluzionaria proprio per il fatto di essere modulare e adatta ad essere installata su scatola rettangolare. Infatti, seppur disponibili anche telai per scatole tonde, la Magic puntava soprattutto a coloro che volevano realizzare impianti con scatole rettangolari, all’epoca ancora poco diffuse. Inoltre, la vera genialità di questa serie, sta proprio nella modularità e nella conseguente versatilità che un sistema del genere può offrire. Per la praticità che deriva dall’avere serie modulari, il concetto di modularità è diventato lo standard per tutte le serie di nuova concezione prodotte dagli anni sessanta in poi.
Inizialmente la ricezione non fu ottima, alcuni faticarono ad accettare un cambiamento così radicale e la serie Magic non venne subito apprezzata. In pochi anni, però, ci si rese conto, anche grazie alla vendita di scatole rettangolari a prezzi ribassati da parte dell’azienda, che il futuro degli impianti civili doveva basarsi su serie modulari da installare in scatole rettangolari. Ed è così che, nel giro di pochi anni, tutti iniziarono ad adottare la serie Magic, a scapito delle ormai inadeguate serie precedenti. Anche le altre aziende del settore si adeguarono ed iniziarono a produrre serie basate sullo stesso concetto.
Data la sua grande diffusione, col tempo, aumentò anche la scelta di prodotti acquistabili, rendendo la serie Magic un vero e proprio sistema a 360 gradi. Vengono, infatti, resi disponibili anche piccoli quadri elettrici componibili con elementi della serie, permettendo così di realizzare interi impianti, dal “centralino” all’interruttore, con soli componenti Magic. Da questo momento, anche per adeguarsi alla nomenclatura del resto della gamma dell'azienda, che consisteva nell'aggiungere sempre la parola System dopo il nome principale della serie di prodotti (Ticivox System per i citofoni Ticivox, Tiker System per i magnetotermici Tiker, Control System per i sistemi di controllo industriali...), la Magic viene spesso definita BTicino Magic System.
Svariati furono i cambiamenti che subirono i vari prodotti della serie negli anni, per adeguare i componenti agli standard di sicurezza sempre più stringenti imposti dalle normative. Nonostante questi piccoli cambiamenti, però, si è mantenuta la compatibilità tra gli elementi più vetusti e quelli più moderni.
Fu sostituita definitivamente dalla serie Living e dalla serie Tekne negli anni ottanta, continuando, però, ad essere utilizzata da molti anche negli anni novanta. Per la sua longevità, rimane ancora oggi una delle serie più diffuse negli edifici italiani, specialmente quelli costruiti tra gli anni settanta e gli anni ottanta.
La serie è prodotta ancora oggi, per fornire ricambi al grandissimo numero di impianti ancora in funzione. Non è, quindi, una serie utilizzata nelle nuove costruzioni, in quanto ormai superata, sia come funzionalità, che come estetica.
Negli ultimi anni, inoltre, la BTicino ha iniziato ad offrire alcuni prodotti della linea Matix in colore avorio, a differenza del bianco chiaro che caratterizza la serie dalla sua uscita. Sono previste, inoltre, delle placchette metalliche di colore oxidal, lo stesso delle placchette Magic. Tutto questo è studiato per fornire una serie esteticamente compatibile con la Magic, ma con la funzionalità e la sicurezza di una serie odierna, per tutti coloro che devono eseguire modifiche ad edifici con impianti Magic. Per facilitare la scelta dei prodotti, i moduli Matix Magic, detti anche Matix TT, hanno gli stessi codice prodotto di quelli della Magic, ma preceduti dalla lettera A.

## Innovazioni
Oltre ad essere la prima serie modulare per scatola rettangolare la BTicino Magic ha introdotto vari elementi che, negli anni, sono diventati uno standard, venendo adottati anche nelle serie civili prodotte successivamente da tutte le aziende del settore.

### Modularità
Al posto di avere interruttori e prese già unite alla placchetta a muro in unico blocco, la Magic è componibile e personalizzabile: bisogna partire da un telaietto adatto al tipo di scatola presente nel muro, per poi montarci i singoli moduli (interruttori, prese, pulsanti…), da installare a scatto sul telaietto. Il tutto va infine coperto con una placca a scelta, per completare l’opera garantendo un’estetica che si integri con l’ambiente circostante, potendo scegliere tra una vasta gamma di placche originali e non.

### Moduli
Fu la prima serie ad offrire suonerie, ronzatori, spie di segnalazione luminosa, magnetotermici (differenziali e non) e relè "da frutto", da installare cioè vicino ai classici interruttori e prese. Fu anche la prima ad offrire interruttori e pulsanti illuminabili. Tutti questi elementi non erano presenti nelle serie dell’epoca: i campanelli erano sempre montati a parte sulla parete, i magnetotermici non esistevano di dimensioni così ridotte, i relè stavano sempre nelle scatole a muro o nei quadri e le lampadine da frutto non erano per nulla diffuse.

### Presa di sicurezza

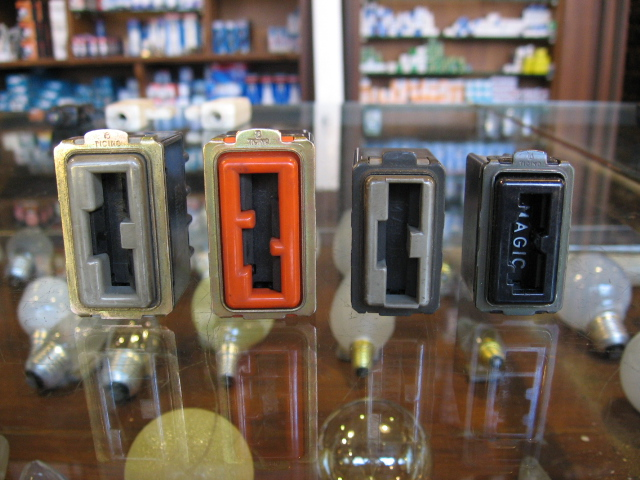
Vari tipi di prese elettriche "Magic".

Altra importante innovazione che la BTicino provò ad introdurre sul mercato italiano con questa serie fu la presa di sicurezza irreversibile, denominata presa Magic, proprio per il fatto di appartenere a questa serie. In pratica, vista la pericolosità data dalla mancanza di protezioni sulle prese di corrente dell’epoca, pericolose soprattutto per i bambini, l’azienda vide la possibilità di introdurre un nuovo standard di presa di corrente, più sicuro ed efficiente.
La presa Magic esiste in cinque versioni principali (una a bassa tensione e quattro elettriche): per telefonia, 10A (bianca), 16A (nera), 20A (grigia) e trifase (rossa). La versione trifase e quella da 20A (ma solo nella versione caratterizzata dal codice articolo 5420) erano maggiorate: pensate per l'uso in ambito industriale o, in generale, per utilizzatori abbastanza potenti, necessitavano di appositi supporti essendo più grandi delle loro controparti standard. In versione maggiorata esistevano, tra l'altro, anche le prese italiane "classiche" 15A (codice articolo 5115 e 5115C).
Rispetto alle prese senza protezione degli alveoli dell’epoca, questo tipo di presa è molto più sicuro. In particolare, è impossibile venire a contatto con gli elementi in tensione, in quanto nascosti e scoperti solo dopo l'inserimento della spina. Inoltre, le spine potevano essere inserite in un verso solo, rendendole pratiche per tutte quelle applicazioni in cui la polarità della presa conta.
Il problema principale delle prese in uso fino ad allora era dovuto al fatto che gli alveoli, ovvero le parti metalliche interne della presa, che sono in tensione e che vengono a contatto con la spina nel momento in cui essa viene inserita, non avevano nessun tipo di protezione. Questa mancanza diventa pericolosa nel momento in cui nella presa non è inserita nessuna spina e si tenta di infilare un qualsiasi oggetto capace di condurre corrente (oggetti metallici come graffette, posate...) nei fori della presa. Se l'oggetto in questione viene a contatto con l'alveolo collegato alla fase si rischia la folgorazione. 
Il problema fu risolto successivamente dalla Vimar inventando e brevettando quello che chiamarono Sicury, ovvero un sistema di protezione da integrare alle normali prese italiane che, quando si va ad estrarre la spina, chiudendosi nasconde gli alveoli, e non si riapre a meno che si faccia pressione contemporaneamente sui due poli esterni della presa, impedendo così l'inserimento di oggetti diversi da spine nelle prese. Il sistema venne reso disponibile ad uso gratuito per tutti i costruttori in quanto cruciale per la sicurezza degli impianti. 
Negli anni della loro diffusione molti dovettero decidere se creare l’impianto di una nuova costruzione con le prese tripolari normali o con le nuove Magic. Molti non credettero in questo nuovo tipo di sistema, ma, alcuni, decisero di adottarlo nel loro impianto. Ad oggi rimangono pochi impianti ancora esistenti con le prese Magic, per il semplice fatto che tutto ciò che si comprava all’epoca non aveva la spina Magic, ma la classica spina italiana. Quindi, senza opportune modifiche a tutti gli elettrodomestici dell'edificio, nulla poteva essere collegato ad un impianto con prese Magic, se non attraverso l’uso di adattatori.
Dato, inoltre, che questi adattatori non sono più in produzione, molti hanno deciso negli anni di rifare l’intero impianto o di cambiare i singoli frutti installando delle più classiche prese 10 o 16 A, o addirittura bipasso.
Queste prese, con le relative spine, trovarono però una seconda vita tra gli appassionati di piste per automobiline elettriche, che sfruttarono questo sistema soprattutto per il fatto di essere polarizzato: visto che la spina può essere inserita in un verso solo, la corrente nel circuito può circolare solo nel verso studiato dal creatore e non viceversa, fattore importante in creazioni del genere.

### Supporti da esterno
Un'altra novità che venne introdotta sul mercato italiano dalla Magic fu la possibilità di scegliere supporti a tenuta stagna adatti a stare in ambienti umidi o comunque più difficili del normale, situazioni in cui un normale supporto con una normale placca tenderebbero a rovinarsi in poco tempo. Questi supporti erano in plastica o in alluminio pressofuso di colore verde scuro, tendenti al grigio, ed erano disponibili in diverse versioni sia a 3 che a 1 modulo, sia con uno sportellino a molla per proteggere i moduli che senza, oppure anche con una copertura in gomma trasparente per poter utilizzare interruttori e pulsanti anche in condizioni di grande umidità (ad esempio con le mani bagnate). 
Questi supporti si potevano avvitare direttamente in una scatola a muro o potevano essere montati a sbalzo, essendo disponibili anche delle scatole esterne coordinate avvitabili direttamente alla parete. 
Dei supporti del genere facevano fronte a tutte quelle situazioni in cui si volevano avere dei moduli all'esterno di un edificio (pulsanti per campanelli, prese esterne, interruttori per luci esterne, inseritori per sistemi antifurto...) senza dover mettere a dura prova la durabilità dei moduli e delle placchette, studiati più che altro per essere utilizzati all'interno. Era infatti sempre più comune voler predisporre delle prese esterne agli edifici, e questo sistema permetteva di farlo in sicurezza.
Si rivelarono utili anche in ambito industriale, dove la classica placchetta in metallo avrebbe resistito ben poco e sarebbe stata anche fuori luogo, in un ambiente dove conta più la funzionalità che l'estetica. 
Elemento particolare di questa serie era l'interruttore crepuscolare (art. 5309): un piccolo circuito con relè che permetteva di controllare le luci esterne degli edifici in base alla quantità di luce presente nell'ambiente. Questo piccolo circuito veniva inserito in una scatola in alluminio di questa serie, con apposita finestrella in plastica bianca. Era disponibile anche una staffa per poterlo montare a sbalzo rispetto alla parete. 
Questi supporti sono gli antenati della serie Idrobox della Bticino, che verranno poi prodotti anche nella versione capace di ospitare moduli Magic, pensionando questi telai di colore verdino.

## Cambiamenti
I cambiamenti che sono avvenuti negli anni sono prettamente estetici o volti a rendere il sistema Magic più sicuro.
Le principali modifiche sono:

### Interruttori
Gli interruttori più vecchi sono più sottili, e, solo quelli dei primissimi anni di produzione, presentano anche dei piccoli rettangoli neri, che indicano il punto in cui l’interruttore è in posizione ON, permettendo quindi di identificare un interruttore da un deviatore da un invertitore senza dover smontare nulla. L’interruttore ha infatti un rettangolo solo in basso, il deviatore ne ha uno anche in alto, mentre l’invertitore ha anch’esso due rettangoli ma non sono allineati come nel deviatore. Col tempo venne poi aumentato il loro spessore, aggiungendo, in seguito, anche una doppia scritta Bticino sulla superficie. Nel modello attuale rimane una sola scritta bticino nella parte alta ed è, inoltre, sempre illuminabile, senza il bisogno di comprare l’apposita versione con finestrella trasparente, come si faceva inizialmente.
Gli interruttori bipolari all’inizio erano meno squadrati e con le lettere evidenziate in nero, mentre col tempo diventano più squadrati e con le lettere solo incise.
I magnetotermici erano distinguibili dai semplici bipolari dal fatto che la O era rossa anziché nera. Col tempo venne aggiunto sul davanti l’amperaggio, rendendo le scritte solo stampate e non incise. Inoltre i magnetotermici bipolari passarono dall'occupare 2 moduli alla nuova versione più compatta da un modulo, distinguibile dalla lettera S nel codice articolo. Anche per le versioni unipolari si usa la S nel codice prodotto per le versioni aggiornate e, per tutti i modelli, non viene più usata la dicitura "magitik" né quella "TIMATIC".

### Pulsanti
I pulsanti erano all’inizio distinti da un cerchio con un pallino nero al centro. Col tempo venne aggiunta anche sui pulsanti la scritta bticino, andando, in seguito, ad eliminare il colore nero dalla parte centrale del modulo. Il prodotto attuale è molto più spesso dell’originale e presenta una doppia bombatura al posto dell’originale cerchio.
I pulsanti di arresto e marcia cambiano radicalmente, da pulsanti lucidi neri o rossi con simbolo bianco a pulsanti opachi con simbolo inciso.

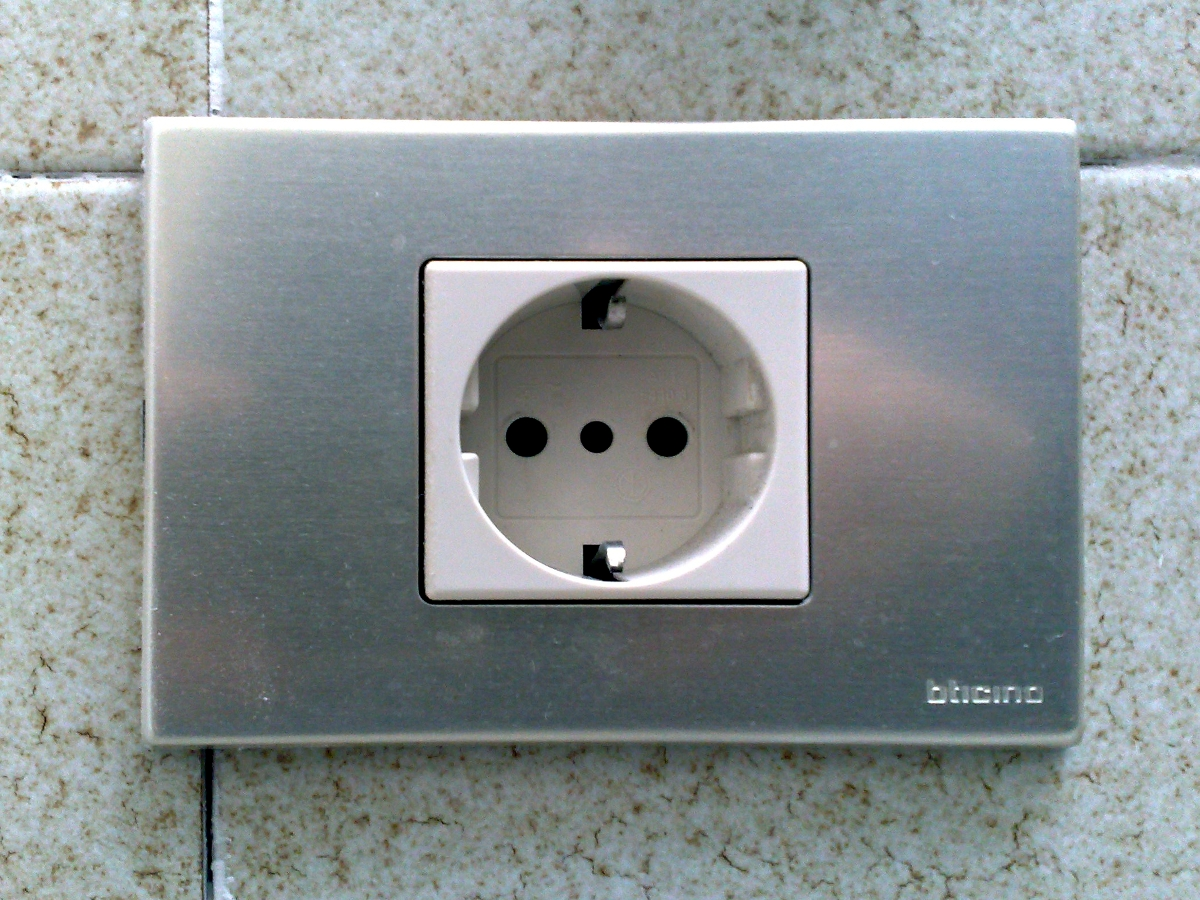
Presa Schuko Magic con placca ad aggancio.

### Prese
Le prese erano inizialmente prive di scritte e di alveoli protetti. Col tempo, grazie all’invenzione della Vimar, vengono introdotte le protezioni degli alveoli e, successivamente, due scritte bticino sul davanti. Inoltre, sempre grazie alla Vimar, vennero introdotte negli anni anche le prese bipasso, inizialmente non esistenti.
Le prese Schuko, anche se poco diffuse negli impianti Magic, erano inizialmente senza polo di terra centrale: al suo posto avevano una vite che permetteva di aprire a metà il modulo per montarlo sul supporto apposito. In seguito, venne rivista la versione senza polo centrale e venne aggiunta una nuova versione a tre poli. Entrambe queste aggiunte sono costruite come tutti gli altri moduli: si possono agganciare a scatto su un telaio apposito, senza più dover aprire a metà la presa come nella prima versione.

### Placchette
Le placchette erano inizialmente per la maggior parte a vite, se non per alcune applicazioni in cui si montavano quelle a scatto, con il vecchio logo Bassani Ticino nell’angolo in alto a destra. Negli anni il logo viene spostato in basso a destra e aggiornato. Col tempo vengono poi eliminate le placche a vite, andando a rinforzare quelle ad aggancio con un supporto in plastica che garantisce una presa migliore sul telaio.

### Telai
I telai erano inizialmente tutti in ferro, ma vennero poi introdotti i più versatili in plastica nera. Negli ultimi anni sono stati modificati per accettare le placche a scatto con supporto in plastica.

### Falsi poli
I falsi poli ora sono prodotti senza la tipica righetta nera presente inizialmente: ora sono totalmente vuoti con una doppia scritta Bticino impressa.

### Relè
I relè sul davanti presentavano l'indicazione del tipo di corrente da usare (alternata o continua) ed una lettera: C per i relè di chiamata, A per quelli monostabili ausiliari, S per quelli serie e P per il pilota (5872). Le intermittenze avevano invece disegni diversi che permettevano di identificarle con facilità, capendo anche quale tipo di intermittenza fosse.
I pochi rimasti in produzione non presentano più questo tipo di indicazioni sulla parte frontale.

## Difetti
Questa serie è nota per essere una delle più resistenti mai create e necessita veramente di poca manutenzione.
I problemi principali sono:
- Le placchette, essendo in metallo sono abbastanza resistenti, ma possono comunque graffiarsi se poste a contatto con oggetti metallici e, soprattutto, tendono a rovinarsi molto se lasciate all’esterno.
- I supporti in plastica possono allentarsi, facendo poca presa sul modulo e rendendolo instabile. Ma possono arrivare addirittura a rompersi, lasciando cadere prese o interruttori all’interno della scatoletta.
- Le prese senza protezione, dopo molti anni di utilizzo, possono iniziare a fare molta meno presa sulla spina per via degli alveoli che diventano sempre più larghi, questo può portare a surriscaldamento e fusione della presa stessa.
- I pulsanti, se usati veramente molto, possono diventare sempre più molli, fino a rimanere quasi a filo della placchetta.

## Estero
La serie Magic è stata venduta dalla Bticino anche all’estero, con una disponibilità di moduli e placchette che varia in base a gusti ed esigenze dei vari mercati. In particolare è diffusa anche in Spagna e Messico.

## Lista prodotti
Lista dei principali componenti con i relativi codici identificativi:
| Art.     | Prodotto                                                              | In produzione |
| -------- | --------------------------------------------------------------------- | ------------- |
| 5000     | Falso polo                                                            | Sì            |
| 5001     | Interruttore                                                          | Sì            |
| 5001L    | Interruttore luminoso                                                 | No            |
| 5003     | Deviatore                                                             | Sì            |
| 5003L    | Deviatore luminoso                                                    | No            |
| 5005     | Pulsante                                                              | Sì            |
| 5005D    | Pulsante per dimmer elettronico 5352                                  | No            |
| 5006     | Pulsante a tirante                                                    | Sì            |
| 5007     | Interruttore a chiave                                                 | Sì            |
| 5007D    | Deviatore a chiave                                                    | Sì            |
| 5008     | Pulsante campanello                                                   | No            |
| 5009     | Copriforo con uscita semplice                                         | Sì            |
| 5010     | Copriforo con uscita semplice con morsetti interni                    | Sì            |
| 5011     | Interruttore bipolare                                                 | Sì            |
| 5012     | Invertitore                                                           | Sì            |
| 5013     | Pulsante di marcia                                                    | Sì            |
| 5014     | Pulsante di arresto                                                   | Sì            |
| 5015     | Presa USA irreversibile                                               | Sì            |
| 5016     | Pulsante di marcia con contatto ausiliario                            | Sì            |
| 5017     | Pulsante di arresto con contatto ausiliario                           | Sì            |
| 5020     | Presa polarizzata 24V                                                 | Sì            |
| 5021     | Presa telefonica Magic                                                | No            |
| 5024     | Presa euroamericana 10A                                               | No            |
| 5025     | Presa euroamericana 16A                                               | Sì            |
| 5026     | Presa euroamericana con polo di terra                                 | Sì            |
| 5027     | Interruttore a tirante                                                | Sì            |
| 5028     | Presa USA                                                             | Sì            |
| 5031     | Suoneria 12V                                                          | Sì            |
| 5041     | Suoneria 230V                                                         | Sì            |
| 5042     | Suoneria 24V                                                          | Sì            |
| 5045     | Ronzatore 12V                                                         | Sì            |
| 5048     | Ronzatore 230V                                                        | Sì            |
| 5049     | Ronzatore 24V                                                         | Sì            |
| 5050     | Ronzatore 12V d.c.                                                    | Sì            |
| 5051     | Ronzatore 24V d.c.                                                    | Sì            |
| 5052     | Commutatore a doppio tasto interbloccato                              | Sì            |
| 5053     | Pulsante a tirante 2 poli                                             | Sì            |
| 5054     | Pulsante 2 poli                                                       | Sì            |
| 5055     | Doppio pulsante con frecce                                            | Sì            |
| 5056     | Pulsante luminoso                                                     | No            |
| 5057V    | Pulsante + portalampada con diffusore verde                           | No            |
| 5057R    | Pulsante + portalampada con diffusore rosso                           | Sì            |
| 5057B    | Pulsante + portalampada con diffusore trasparente                     | No            |
| 5057A    | Pulsante + portalampada con diffusore arancione                       | No            |
| 5057/1R  | Pulsante NC + portalampada con diffusore rosso                        | No            |
| 5058     | Pulsante + ronzatore 12V                                              | Sì            |
| 5059     | Pulsante + ronzatore 24V                                              | Sì            |
| 5060V    | Portalampada con diffusore verde                                      | Sì            |
| 5060R    | Portalampada con diffusore rosso                                      | Sì            |
| 5060B    | Portalampada con diffusore trasparente                                | Sì            |
| 5060A    | Portalampada con diffusore arancione                                  | Sì            |
| 5061R    | Portalampada con spia rossa 220V                                      | No            |
| 5061V    | Portalampada con spia verde 220V                                      | No            |
| 5062B    | Doppio portalampada con diffusore arancione e trasparente             | No            |
| 5063V    | Doppio portalampada con diffusore rosso e trasparente                 | No            |
| 5064V    | Doppio portalampada con diffusore rosso e verde                       | No            |
| 5065R    | Ronzatore 24V + portalampada con diffusore rosso                      | Sì            |
| 5070V    | Portalampada con diffusore sporgente verde                            | No            |
| 5070R    | Portalampada con diffusore sporgente rosso                            | No            |
| 5070B    | Portalampada con diffusore sporgente trasparente                      | No            |
| 5072     | Doppio pulsante con posizione 1-0-2 stabile in 0                      | Sì            |
| 5080     | Portafusibile a filo                                                  | No            |
| 5088     | Portafusibile per fusibili T0                                         | Sì            |
| 5089     | Portafusibile a tappo per fusibili T0                                 | No            |
| 5100     | Presa Magic 10A                                                       | Sì            |
| 5110C    | Presa italiana 10A predisposta per il montaggio di collari            | No            |
| 5111     | Interruttore tripolare 6A 380V                                        | No            |
| 5112     | Presa italiana 10A senza protezione degli alveoli                     | No            |
| 5113     | Presa italiana 10A con protezione degli alveoli                       | Sì            |
| 5114     | Presa italiana 10A con magnetotermico 10A                             | No            |
| 5115     | Presa italiana 15A maggiorata                                         | No            |
| 5115C    | Presa italiana 15A maggiorata predisposta per il montaggio di collari | No            |
| 5119     | Presa italiana 16A senza protezione degli alveoli                     | No            |
| 5120     | Presa mignon                                                          | No            |
| 5122     | Presa TV                                                              | No            |
| 5123     | Deviatore a jack 48V                                                  | No            |
| 5124     | Predispositore a jack 2 contatti 48V                                  | Sì            |
| 5125     | Predispositore a jack 6 contatti 48V                                  | No            |
| 5126     | Presa italiana 10A con magnetotermico differenziale 10A 10mA          | No            |
| 5129     | Presa italiana 16A con protezione degli alveoli                       | No            |
| 5130     | Presa italiana 16A con magnetotermico 16A                             | No            |
| 5139     | Presa Magic 20A                                                       | No            |
| 5140     | Presa italiana 16A con magnetotermico differenziale 16A 10mA          | No            |
| 5152/D   | Presa TV derivata                                                     | No            |
| 5152/P   | Presa TV passante                                                     | No            |
| 5152E    | Presa TV satellitare                                                  | No            |
| 5153     | Presa TV satellitare                                                  | No            |
| 5155     | Relè temporizzatore luce scale                                        | No            |
| 5162P    | Presa TV direzionale passante                                         | No            |
| 5172P    | Presa TV femmina passante                                             | No            |
| 5173D    | Presa TV maschio derivata                                             | No            |
| 5173P    | Presa TV femmina passante                                             | No            |
| 5180     | Presa italiana bipasso                                                | Sì            |
| 5180/2   | Presa italiana bipasso duplex                                         | Sì            |
| 5180/3   | Presa italiana bipasso triplex                                        | Sì            |
| 5180R    | Presa italiana bipasso rossa                                          | Sì            |
| 5188     | Connettore 8 poli 24V                                                 | No            |
| 5202D    | Presa TV diretta per impianti monoutenza                              | Sì            |
| 5202P10  | Presa Tv passante terminale                                           | Sì            |
| 5202P14  | Presa TV passante per impianti centralizzati                          | Sì            |
| 5204     | Interruttore magnetotermico "Magitik" / "Timatic" 4A                  | No            |
| 5206     | Interruttore magnetotermico "Magitik" / "Timatic" 6A                  | No            |
| 5206S    | Interruttore magnetotermico 6A                                        | Sì            |
| 5210     | Interruttore magnetotermico "Magitik" / "Timatic" 10A                 | No            |
| 5210S    | Interruttore magnetotermico 10A                                       | Sì            |
| 5216     | Interruttore magnetotermico "Magitik" / "Timatic" 16A                 | No            |
| 5216S    | Interruttore magnetotermico 16A                                       | Sì            |
| 5224     | Interruttore magnetotermico bipolare "Magitik" / "Timatic" 4A         | No            |
| 5226     | Interruttore magnetotermico bipolare "Magitik" / "Timatic" 6A         | No            |
| 5226S    | Interruttore magnetotermico bipolare 6A                               | Sì            |
| 5230     | Interruttore magnetotermico bipolare "Magitik" / "Timatic" 10A        | No            |
| 5230S    | Interruttore magnetotermico bipolare 10A                              | Sì            |
| 5236     | Interruttore magnetotermico bipolare "Magitik" / "Timatic" 16A        | No            |
| 5236S    | Interruttore magnetotermico bipolare 10A                              | Sì            |
| 5246     | Interruttore magnetotermico differenziale "Magitik" / "Timatic" 6A    | No            |
| 5246S    | Interruttore magnetotermico differenziale 6A                          | Sì            |
| 5250     | Interruttore magnetotermico differenziale "Magitik" / "Timatic" 10A   | No            |
| 5250S    | Interruttore magnetotermico differenziale 10A                         | Sì            |
| 5256     | Interruttore magnetotermico differenziale "Magitik" / "Timatic" 16A   | No            |
| 5256S    | Interruttore magnetotermico differenziale 16A                         | Sì            |
| 5300     | Presa Magic 16A                                                       | Sì            |
| 5309     | Interruttore crepuscolare                                             | No            |
| 5313     | Relè commutatore                                                      | No            |
| 5317     | Relè monostabile 220V                                                 | No            |
| 5318     | Relè intermittente 24V a.c.                                           | No            |
| 5323     | Relè monostabile ausiliario per intermittenza 24V d.c.                | No            |
| 5325     | Fotorele numerabile 24V                                               | No            |
| 5329     | Relè intermittente 24V d.c.                                           | No            |
| 5331     | Relè ciclico 24V a.c.                                                 | No            |
| 5332/230 | Relè monostabile 230V 1 contatto                                      | Sì            |
| 5350     | Dimmer a manopola 230V 500W                                           | No            |
| 5352     | Dimmer elettronico a pulsante                                         | No            |
| 5360     | Dimmer a manopola a 6 gradini con deviatore                           | No            |
| 5361     | Dimmer a manopola con spia                                            | Sì            |
| 5364     | Dimmer deviatore a manopola                                           | No            |
| 5366     | Placca 1 posto per profilati                                          | No            |
| 5367/1X  | Placca 1 posto per profilati oxidal                                   | Sì            |
| 5367/1B  | Placca 1 posto per profilati bronzo                                   | Sì            |
| 5367/2X  | Placca 2 posti per profilati oxidal                                   | Sì            |
| 5367/2B  | Placca 2 posti per profilati bronzo                                   | Sì            |
| 5367R    | Supporto per profilati                                                | Sì            |
| 5400     | Presa Magic trifase 10A maggiorata                                    | No            |
| 5430/2B  | Presa Schuko francese                                                 | No            |
| 5440     | Presa Schuko                                                          | No            |
| 5440/2   | Presa Schuko senza polo di terra centrale                             | No            |
| 5440/3   | Presa Schuko con polo di terra centrale                               | No            |
| 5471     | Limitatore di sovratensione                                           | No            |
| 5495NB   | Torcia d'emergenza                                                    | No            |
| 5550     | Supporto 1 modulo grigio da parete                                    | No            |
| 5552     | Supporto stagno 1 modulo in alluminio con sportellino                 | No            |
| 5610A    | Supporto da tavolo 3 moduli per sistema di udienza 12V a.c.           | No            |
| 5611     | Pulsantiera con campanello e spie per richiesta udienza 12V a.c.      | No            |
| 5610SA   | Supporto da tavolo 3 moduli                                           | No            |
| 5614X    | Pulsantiera con campanello e spie per richiesta udienza 12V a.c.      | No            |
| 5615SA   | Supporto da tavolo 6 moduli                                           | No            |
| 5853     | Relè bistabile 24V d.c. 2 contatti                                    | No            |
| 5854     | Relè bistabile 24V a.c. 2 contatti                                    | Sì            |
| 5855     | Relè bistabile 24V d.c. 3 contatti                                    | No            |
| 5860     | Relè bistabile 24V a.c. 3 contatti                                    | Sì            |
| 5864     | Relè monostabile 24V a.c. 2 contatti                                  | No            |
| 5868     | Relè monostabile 24V d.c. 2 contatti                                  | Sì            |
| 5877     | Relè monostabile 24V a.c.                                             | No            |
| 5878     | Relè monostabile 24V d.c. 3 contatti                                  | No            |
| 5879     | Relè monostabile 24V a.c. 3 contatti                                  | No            |
| 5882     | Relè monostabile 24V d.c. 3 contatti                                  | No            |
| 5884     | Relè monostabile 24V a.c. 3 contatti                                  | No            |
| 5971     | Relè monostabile 3V d.c. 2 contatti                                   | No            |
| 5972     | Relè monostabile 4,5V a.c. 2 contatti                                 | No            |
| 5973     | Connettore telefonico RJ12                                            | Sì            |
| 5974     | Connettore ethernet RJ45                                              | Sì            |
| 5976     | Connettore BNC                                                        | No            |
| 5979     | Connettore ethernet RJ45 con targhetta                                | Sì            |
| 5982     | Connettore telefonico RJ12                                            | Sì            |
| 5983     | Connettore telefonico RJ12                                            | Sì            |
| 5984     | Connettore telefonico ethernet RJ45                                   | No            |

In alcuni casi viene apposta al codice articolo la lettera N per indicare che si tratta della versione aggiornata e non della prima versione originale.

## Curiosità
- Nelle prime placchette il logo Bticino era inclinato a 45 gradi nell'angolo in alto a destra della placchetta, così da far sì che esso fosse leggibile anche nel momento in cui la placca venisse montata in verticale. Questo deriva dalla tendenza, ormai sparita quasi del tutto, di murare le scatole rettangolari in verticale, specialmente a fianco delle porte poste vicino ad una parete, zone in cui una scatola 3 posti posta in orizzontale non starebbe.
- Il logo Magic è stato per molti anni la scritta Magic, spesso seguita da System, nel font Bticino. C'era però anche una versione del logo in cui la scritta veniva posta in un rettangolo in cui ogni lettera aveva il suo piccolo riquadro. Questo secondo logo era riportato sui supporti da esterno e sulle scatole dei prodotti, talvolta accompagnato da una scritta "residenziale" posta subito sotto, per sottolineare che quel determinato prodotto era pensato per l'ambito residenziale, distinguendolo dai modelli maggiorati pensati per quello industriale.
- Sui moduli prodotti nei primi anni era sempre indicato sul lato codice prodotto, amperaggio, voltaggio e tipo di correte nominali, il logo BTicino ma anche il nome del moduli scritto per esteso, per aiutare gli installatori a prendere confidenza con i prodotti Magic e con la numerazione utilizzata dall'azienda, che rimarrà invariata negli anni. In pratica i primi numeri di un codice indicano la serie, mentre gli ultimi indicano il tipo di modulo. Ad esempio 01 è sempre l'interruttore unipolare in tutte le serie, mentre il 5 iniziale è specifico della serie Magic, quindi 5001 è l'interruttore Magic.
- Sui alcuni dei deviatori e degli invertitori dei primi anni, quelli che hanno anche i quadratini sulla parte frontale, era stampato sul lato del modulo uno schema di collegamento che aiutava a capire come collegare correttamente i tasti tra di loro per comandare l'accensione delle luci da più punti.